# Entertaining Mr Sloane
Entertaining Mr Sloane is een Britse zwart-komische film uit 1970, geregisseerd door Douglas Hickox. De film is gebaseerd op het gelijknamige toneelstuk van Joe Orton uit 1964.

## Verhaal
Kath is een eenzame vrouw van middelbare leeftijd die haar huis deelt met haar bejaarde en halfblinde vader Kemp ("Dadda"). Ze verhuurt een kamer aan Mr Sloane, die ze ontmoet op het kerkhof bij haar huis als hij zonnebaadt op een grafsteen. Kemp herkent Mr Sloane als de man die zijn baas jaren eerder heeft vermoord en steekt hem met een mestvork in zijn been. Kort daarna verleidt Kath Mr Sloane. Haar broer Ed, die ook een oogje op Mr Sloane heeft, maakt hem de chauffeur van zijn roze Pontiac Parisienne.
Mr Sloane speelt broer en zus tegen elkaar uit, en kwelt Kemp. Hij maakt Kath zwanger en de jaloerse Ed waarschuwt hem om uit haar buurt te blijven. Wanneer Mr Sloane Kemp heeft vermoord, chanteren ze hem door te dreigen hem aan te geven bij de politie. Om aangifte te voorkomen wordt hij de partner van zowel Kath als Ed.

## Rolverdeling
| Acteur        | Personage    |
| ------------- | ------------ |
| Beryl Reid    | Kath         |
| Peter McEnery | Mr Sloane    |
| Harry Andrews | Ed           |
| Alan Webb     | Kemp (Dadda) |